# Stazione di Midorigaoka (Tokyo)
La stazione di Midorigaoka (緑が丘駅?, Midorigaoka-eki) è una stazione ferroviaria di Tokyo che si trova a Meguro ed è servita dalla linea ● Ōimachi della Tōkyū Corporation.

## Linee
Tōkyū Corporation
● Linea Tōkyū Ōimachi

## Struttura
La stazione è costituita da due binari su viadotto passanti con due marciapiedi laterali.
| 2 | ● Linea Ōimachi | per Jiyūgaoka, Futako-Tamagawa e Mizonokuchi |
| 3 | ● Linea Ōimachi | per Ōokayama, Hatanodai e Ōimachi            |

## Stazioni adiacenti
| «                    | Servizio            | »                   |
| Linea Tōkyū Ōimachi  | Linea Tōkyū Ōimachi | Linea Tōkyū Ōimachi |
| -------------------- | ------------------- | ------------------- |
| Ōokayama             | Locale (A/B)        | Jiyūgaoka           |
| L'espresso non ferma |                     |                     |